# Khell Csörsz
Khell Csörsz (Budapest, 1953. március 21. –) Jászai Mari-díjas magyar vizuális tervező.

## Életpályája
A BME-n végzett építészmérnökként, majd az Magyar Iparművészeti Főiskolán tanult grafikus szakon. Működési területe: építészet, belsőépítészet, színpadi és film látványtervezés, grafikai tervezések. Munkái hazai és külföldi színházi előadásokban, budapesti és vidéki épületek és belső terek kialakításában, plakátokon, emblémákban és más grafikai műfajokban manifesztálódnak. A Magyar Képzőművészeti Egyetem meghívott előadója, Jászai-díjas (2003). Eredményeit a magyar kritikusok és a színházi szakma kategóriadíjainak többszörös elnyerése, a újvidéki Triennale díjai és más egyéb szakmai díjak jelzik.
A Színházi adattárban regisztrált bemutatóinak száma: 152 (díszlettervező); 11 (jelmeztervező).
Öccse, Khell Zsolt díszlettervező.

## Hang és kép
- Veiszler Alinda beszélgetése a Budapesti Katona József Színház, 60 perc című beszélgető sorozatában.

## Díjai
- Jászai Mari-díj (2003)
- Hevesi Sándor-díj (2017)